# X-DuckX
X-DuckX (Canards extrêmes) è una serie televisiva animata francese del 2001, creata da Jan Van Rijsselberge.
La serie racconta le avventure bizzarre e pericolose di un duo di papere, Slax e Geextah, appassionati di sport estremi.
La serie è stata trasmessa per la prima volta in Francia su France 3, Fox Kids e Jetix dal 5 settembre 2001 al 26 marzo 2007, per un totale di 78 episodi ripartiti su quattro stagioni. In Italia la serie è stata trasmessa su Jetix dal giugno 2006.

## Trama
La serie prevede le sfortunate avventure dei due paperi Geextah e Slax, amanti dello skateboard e degli sport estremi.

## Personaggi e doppiatori

### Personaggi principali
- Slax, voce originale di Philippe Allard, italiana di Stefano Billi.
- Geextah, voce originale di David Pion, italiana di Alberto Bognanni.
- Arielle, voce italiana di Perla Liberatori.
- J.T. Thrash, voce italiana di Mimmo Strati.

### Personaggi ricorrenti
- Maxwell, voce italiana di Pierluigi Astore.